# Scoparia phaealis
Scoparia phaealis là một loài bướm đêm trong họ Crambidae.